# Zee-ijs

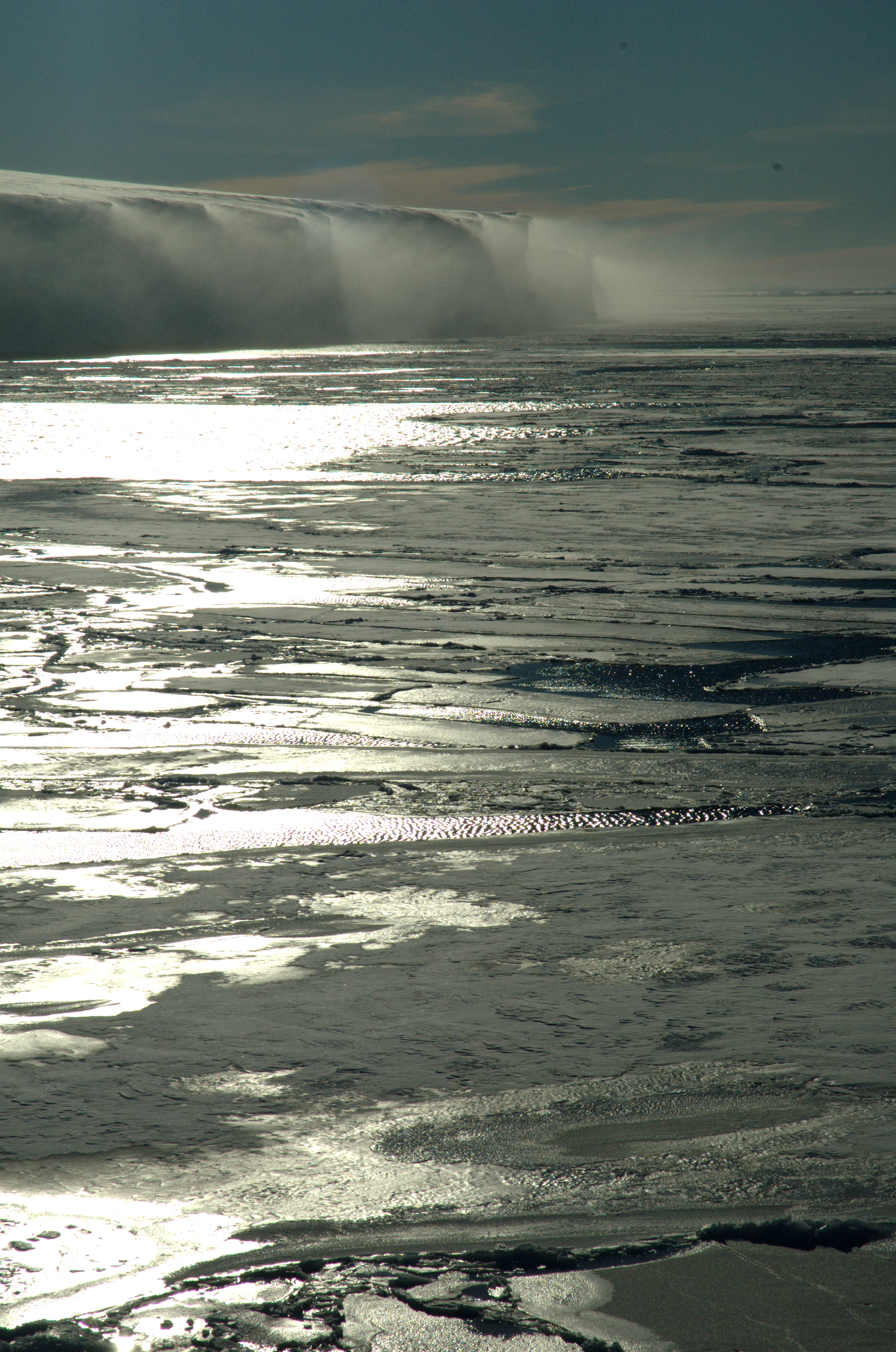
Zee-ijs.

Vorming en verdwijning van zee-ijs in een jaar (wit)

Zee-ijs is de benaming voor bevroren zeewater in de beide poolzeeën. Ook wordt het begrip soms gebruikt voor ijs dat vanuit andere wateren de zee instroomt.
Belangrijke vormen van zee-ijs zijn drijfijs (drijvende stukken ijs, die ontstaan uit grondijs), pakijs (op elkaar geschoven ijsschotsen) en ijs verbonden met het vasteland (fast ice).
Zee-ijs bedekt per jaar gemiddeld 6,5% (22,5 miljoen km²) van de wereldzeeën. Doordat de oceanen uit zout zeewater bestaan, vindt de bevriezing plaats bij een temperatuur van ten hoogste -1,8°C. Het zee-ijs beslaat in de winter een groter gebied dan in de zomer, bij de noordpool is de ijsdekking maximaal in maart en minimaal in september en bij de zuidpool is dit in september minimaal en maximaal in februari. Rondom Antarctica (aan de zuidpool) komt meer zee-ijs voor dan bij de noordpool, in de winter is dit zo'n 17,5-20 miljoen km² in vergelijking tot 14-16 miljoen km² bij de noordpool.
Zee-ijs wordt ingedeeld naar een- en meerjarig zee-ijs. Eenjarig ijs verdwijnt in de zomer terwijl bij meerjarig ijs dit niet het geval is. Eenjarig ijs heeft een dikte van 30-200 centimeter. Het is vaak wat zouter dan meerjarig ijs en daardoor brosser. Een ijsbreker heeft weinig moeite om zich een weg te banen door een dergelijk ijspak. Meerjarig ijs blijft ook in de zomer aanwezig, het heeft daardoor meer tijd om dikker te worden, tot zo'n zes meter, en het zoutgehalte is lager dan bij eenjarig ijs. Het ijs is daardoor moeilijk te breken door een ijsbreker. De twee ijssoorten hebben verschillende electro-magnetische eigenschappen die gedetecteerd kunnen worden door satellieten. Vanuit de ruimte is de dikte van de ijspakken te meten.
Meerjarig ijs komt meer voor in de Noordelijke IJszee dan bij Antarctica. De zee rond de zuidpool is opener waardoor in de zomer zeestromen meer warm water aanvoeren waardoor het ijs sneller smelt. De Weddellzee is een uitzondering, hier is wel sprake van meerjarig zee-ijs. De Noordelijke IJszee is beter afgeschermd door grote landmassa’s en hier heeft meerjarig ijs een betere kans zich te vormen en te handhaven. Sinds het begin van de 21e eeuw wordt overigens minder meerjarig ijs gevormd.
Zee-ijs speelt een belangrijke rol in het klimaatsysteem van de aarde. Het overwegend met sneeuw bedekte zee-ijs kenmerkt zich door een zeer hoog weerkaatsingsvermogen (albedo) van het zonlicht. Waar door de ijsvrije oceaan een groot deel van de kortegolfstraling wordt geabsorbeerd, reflecteert het zee-ijs deze straling juist. Deze zichzelf versterkende terugkoppeling (ijs-albedo-feedback effect) heeft een grote invloed op de stralingsbalans. In tegenstelling tot landijs heeft het smelten van zee-ijs echter geen directe invloed op de zeespiegel.